# 김선우 (근대5종 선수)
김선우(金善祐, 1996년 10월 7일~)는 대한민국의 근대5종 선수이다. 2016년 하계 올림픽과 2020년 하계 올림픽에 대한민국 국가대표로 참가하였다. 

## 경력
과천시 출신으로 과천초등학교와 과천중학교 재학 시절에는 수영과 트라이애슬론을 배웠다. 고등학교에 진학을 앞두고 중학교 3학년 때 친구가 근대5종 선수로 전향한다고 하여 같이 경기를 보러 갔다가 매료돼서 근대5종을 시작하게 되었다.
2014년 김선우는 고교생 신분으로 인천에서 열린 2014년 아시안 게임에 참가했으며 단체전에서 금메달을 획득했다. 2016년에는 리우데자네이루에서 열린 2016년 하계 올림픽에서 한국 여자 선수 역대 최고 성적인 13위를 기록했다. 이어 2016년, 2017년 세계 주니어 선수권 대회에서 2연패를 달성했다.
2018년 8월 인도네시아 자카르타에서 열린 2018년 아시안 게임 여자 개인전에서 동메달을 획득했다. 이 게임에서 한국선수 김세희가 은메달을 땄다. 
2021년에는 도쿄에서 열린 2020년 하계 올림픽에 출전했으며 17위에 올랐다. 2023년 8월에는 영국 바스에서 열린 2023년 세계 선수권 대회에 참가했으며 혼성 릴레이 부문 동메달을 획득했다. 같은 해 9월 중국 항저우에서 열린 2022년 아시안 게임에 참가했으며 개인전에서 중국의 볜위페이의 뒤를 이어 은메달을 획득했다. 또한 김세희, 성승민과 함께 참가한 여자 단체전에서 동메달을 획득했다. 
2024년 6월에는 중국 정저우에서 열린 2024년 세계 선수권 대회에 참가했다. 성승민, 장하은과 함께 참가한 단체전에서 헝가리의 뒤를 이어 준우승을 차지했고 성승민과 함께 참가한 릴레이 경기에서 이집트와 과테말라팀을 꺾고 금메달을 획득했다.